# La Concepción (Aguascalientes)
La Concepción es una localidad del estado mexicano de Aguascalientes. Es parte del municipio de San Francisco de los Romo.

## Toponimia
El nombre de la población hace referencia a la santa patrona de la localidad: La Inmaculada Concepción de María.

## Demografía
| Gráfica de evolución demográfica |
|                                  |

| Censo | Población |
| ----- | --------- |
| 1900  | 48        |
| 1910  | 32        |
| 1921  | 32        |
| 1930  | 9         |
| 1940  | 30        |
| 1950  | 180       |
| 1960  | 200       |
| 1970  | 306       |
| 1980  | 596       |
| 1990  | 981       |
| 2000  | 1 161     |
| 2010  | 1 483     |
| 2020  | 1 500     |